# 瀬戸虎記

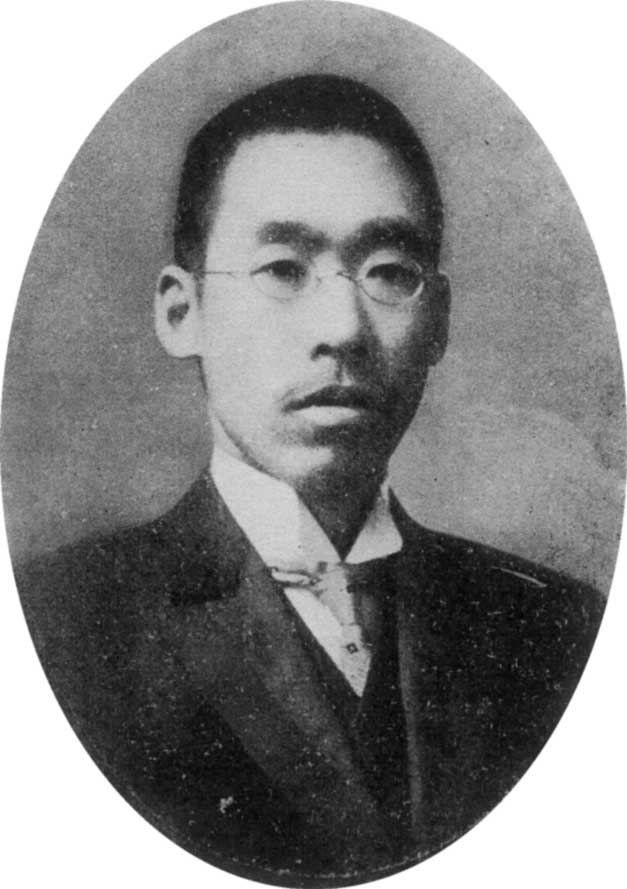
瀬戸虎記

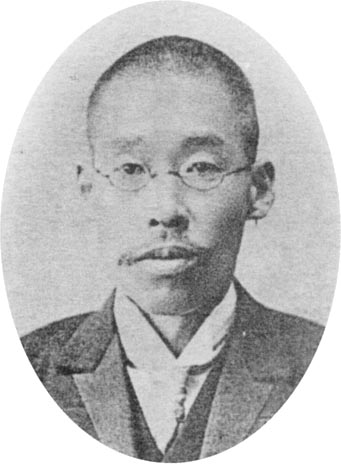
瀬戸虎記

瀬戸 虎記（せと とらき、1870年1月17日（明治2年12月16日） - 1920年（大正9年）2月9日）は、日本の教育者。第一高等学校長。

## 経歴
土佐国土佐郡高知街鷹匠町（現高知市鷹匠町）で、土佐藩士・瀬戸直道の長男として生まれる。追手筋尋常小学校を経て、1888年7月、高知尋常中学校を卒業。その後、第一高等中学校英予科、同校本科二部（理科）で学び、1896年、帝国大学理科大学物理学科を卒業。
その後、岩手県立盛岡中学校教諭、東京高等師範学校教授、第六高等学校教授、長崎高等商業学校教授、文部省視学兼第一高等学校教授、文部省視学官などを歴任。1913年4月、第一高等学校長に就任し、1919年、病のため休職。療養中に死去した。
その他、臨時教育会議委員などを務めた。

## 家族
三女の佐代子は三田村甚三郎と養子縁組し、甚三郎の養子・一郎の妻となった。